# Nationale 1 1968-1969
La Nationale 1 1968-1969 è stata la 47ª edizione del massimo campionato francese di pallacanestro maschile. La vittoria finale è stata ad appannaggio dell'ASVEL.

## Risultati

### Stagione regolare
|     | Squadra           | G  | V  | N | P  | PF   | PS   | Diff. | Bonus | P.ti | Qualificazione            |
| --- | ----------------- | -- | -- | - | -- | ---- | ---- | ----- | ----- | ---- | ------------------------- |
| 1.  | ASVEL             | 22 | 18 | 0 | 4  | 1770 | 1508 | +262  | 10,5  | 68,5 |                           |
| 2.  | Vichy             | 22 | 17 | 0 | 5  | 1549 | 1406 | +143  | 7,5   | 63,5 |                           |
| 3.  | Olympique Antibes | 22 | 16 | 0 | 6  | 1840 | 1621 | +219  | 8,5   | 62,5 |                           |
| 4.  | SCM Le Mans       | 22 | 14 | 1 | 7  | 1834 | 1671 | +163  | 9,5   | 60,5 |                           |
| 5.  | Bagnolet          | 22 | 15 | 0 | 7  | 1900 | 1714 | +186  | 8     | 60   |                           |
| 6.  | SA Lione          | 22 | 12 | 0 | 10 | 1724 | 1635 | +89   | 7     | 53   |                           |
| 7.  | ABC Nantes        | 22 | 8  | 2 | 12 | 1539 | 1573 | -34   | 3,5   | 43,5 |                           |
| 8.  | Denain            | 22 | 9  | 0 | 13 | 1603 | 1697 | -94   | 2,5   | 42,5 |                           |
| 9.  | Stade français    | 22 | 7  | 1 | 14 | 1620 | 1790 | -170  | 5     | 42   | retrocesse in Nationale 2 |
| 10. | Caen              | 22 | 6  | 0 | 16 | 1489 | 1665 | -176  | 1     | 35   | retrocesse in Nationale 2 |
| 11. | CSE Tolosa        | 22 | 5  | 0 | 17 | 1538 | 1776 | -238  | 2,5   | 34,5 | retrocesse in Nationale 2 |
| 12. | Strasburgo        | 22 | 3  | 0 | 19 | 1464 | 1814 | -350  | 0,5   | 28,5 | retrocesse in Nationale 2 |

| Nationale 1 1968-1969 |
| --------------------- |
| ASVEL 10º titolo      |

## Formazione vincitrice
| N° | Naz.               | Ruolo | Sportivo       |  | Alt. |  |
| -- | ------------------ | ----- | -------------- |  | ---- |  |
|    | Francia (bandiera) | A     | Alain Durand   |  | 202  |  |
|    | Francia (bandiera) | P     | Alain Gilles   |  | 188  |  |
|    | Francia (bandiera) | AP    | Bernard Magnin |  | 187  |  |
|    | Francia (bandiera) | AG    | Henri Grange   |  | 193  |  |
|    | Francia (bandiera) | P     | Michel Le Ray  |  | 184  |  |